# NGC 5208
NGC 5208 é uma galáxia lenticular (S0) localizada na direcção da constelação de Virgo. Possui uma declinação de +07° 19' 01" e uma ascensão recta de 13 horas, 32 minutos e 27,9 segundos.
A galáxia NGC 5208 foi descoberta em 23 de Janeiro de 1784 por William Herschel.